# Jorge Celedón
Jorge Celedón Guerra (Villanueva, 4 de marzo de 1968) también conocido como Jorgito Celedón, es un cantante y compositor colombiano de vallenato y cumbia, ganador de cinco Premios Grammy Latinos por mejor álbum de Cumbia/Vallenato.

## Biografía

### Inicios
Es hijo del matrimonio de Alfonso Celedón y Maura Guerra. En 1981 su tío paterno Daniel Celedón, también cantante de vallenato, invitó a su sobrino Jorge, que entonces tenía 13 años de edad, a cantar la canción “Drama Provinciano” del compositor Lenín Bueno Suárez. A raíz de esto, descubrió que su sobrino tenía talento para interpretar este género musical. 
Tres años después en 1984, grabó “Sueño de Niñez” a dúo con su hermano Alfonso. En 1992 es invitado por el músico Beto Villa para grabar junto a su hermano Luis “El Negro” Villa Payares, con quien funda “Los Nobles”. Lanzan bajo el sello EMI “Bella Ilusión”, producción de la que surgieron éxitos como “Lejos de Ti” y “Vivir Sin Ti”.
Se destacó como compositor del tema Todo daría por ti interpretado por Patricia Teherán y Las Diosas del Vallenato.
Cuatro años después, es incorporado por Israel Romero a su grupo Binomio de Oro para ser la voz principal del grupo junto a Jean Carlos Centeno. El grupo presenta al joven artista en el disco “A su gusto” producción de Codiscos con el tema “Como te olvido” cantado a dúo con Jean Carlos Centeno, también interpretó temas como: Me voy de ti y Baila feliz. Luego aparece en el disco siguiente de 1997 titulado “Seguimos por lo alto”, vuelve a hacer dúo con Jean Carlos Centeno con los temas No te quiero perder, Distintos destinos y Rumbita caliente, también temas como: Te haré feliz. Para 1998 su tercer y último trabajo con El Binomio de Oro fue el álbum 2000 donde forma dúo con Jean Carlos Centeno al interpretar temas como: Un osito dormilón, Olvídala y Canto al amor,  también se destacaron otros éxitos como El amor,  No me vayan a olvidar, El lloraito y No pude olvidarte. Celedón se retira del grupo en 1999.

### Solista

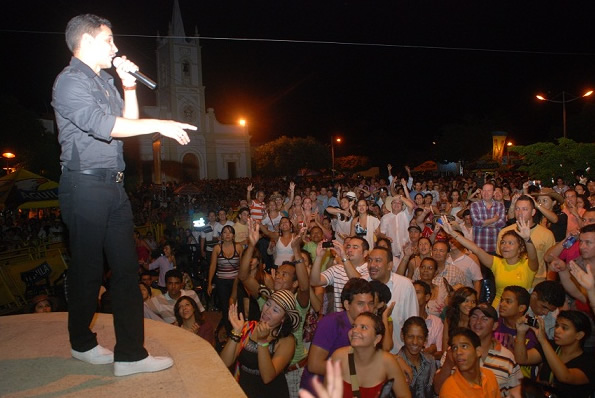
Jorge Celedón durante su presentación en el Festival Cuna de Acordeones. (2013)

En 2000 inicia su carrera solista con el disco titulado “Romántico como yo”, elaborado con el acordeonista Jimmy Zambrano y el apoyo de la filial colombiana de la empresa Sony Music. De este trabajo fueron promocionados los temas “Tengo corazón”, “No te olvidaré” y “Bendito sea Dios”. 
En 2001 graba el álbum “Llévame en tus sueños”, que incorpora los temas “Parranda en el Cafetal”, “Por Tu Primer Beso” y “No Podrán Separarnos” que fueron difundidos en la radio. Al año siguiente grabó el disco “Canto Vallenato” del cual salieron como temas promocionales “El Cambio”, “Ay hombe” y “No Merezco Tanto Silencio”.
Es en el 2004 que lanza “¡Juepa Je!” y dos años después “Son… Para Todo El Mundo”. En ese año (2006) da a conocer “Grandes Éxitos en Vivo”, en formato DVD, en el cual Celedón y Jimmy Zambrano grabaron 18 de sus temas conjuntamente con la Orquesta Sinfónica de Bogotá. Con este trabajo obtuvieron nominaciones a los premios Grammy Latino, un Disco de Platino en Colombia (2006) y un disco de oro en Venezuela (2007). Destacó el tema promocional "Que bonita es esta vida".
En el 2008, es editada su compilación “De Lo Nuestro Lo Mejor” que fue lanzada solo para el mercado de Estados Unidos.  En el 2009, graba el álbum “La Invitación”, lanzado simultáneamente en Estados Unidos, Colombia, México y Venezuela. El tema “La Invitación”, del grupo mexicano “3 de Copas”, fue lanzada con éxito al igual que 7 temas más. En el año 2011, produce “Lo Que Tú Necesitas”, en el cual uno de los temas promocionales fue el que dio título al trabajo.
Con su entonces acompañante Jimmy Zambrano decidieron en enero de 2013 separar sus carreras, en buenos términos. A partir de entonces, trabaja con el acordeonista Gustavo “Tavo” García.  
En 2013, es propuesto y aprobado por Sony Music el proyecto del álbum “Celedón Sin Fronteras” en el cual el artista grabó duetos con artistas reconocidos como Marco Antonio Solís, Óscar De León, Luis Miguel, Leonel García, Franco De Vita, Totó La Momposina, Elvis Crespo, Amaia Montero, Andrés Cepeda, Reynaldo Armas y Noel Schajris.  
Ante el éxito obtenido con este álbum, es aprobada la grabación de un segundo álbum titulado “Celedón Sin Fronteras 2”, en el cual grabó junto a las voces de Gilberto Santarrosa, Víctor Manuelle, Eddie Herrera, Alberto Plaza, Joan Sebastian, el grupo Chocquibtown, Juan Fernando Velasco y los cantantes cristianos Marcos Witt y Álex Campos.  
Para el segundo semestre de 2014 lanza ‘Sencillamente’ del cual se promocionó ‘Lo que No me Gusta de Ti’ el cual llegó al primer lugar de las listas de popularidad como la Top Latin Songs - Vallenato Colombia de Monitor Latino donde estuvo clasificado más de 30 semanas. Al inicio del año 2015, fue promocionado el tema Gracias Señor, como una forma de agradecer a Dios por los éxitos en su trayectoria. El 19 de noviembre de ese año ganó su tercer Grammy Latino en la categoría Mejor Álbum Cumbia/Vallenato por el mencionado álbum, convirtiéndose hasta el momento de escribir esta sección en el cantante vallenato con más premios Grammy ganados.

## "Nuestra Fiesta" canción del mundial
Jorge Celedón y Jimmy Zambrano fueron los artistas seleccionados para ser los intérpretes de la canción oficial de la Copa Mundial de Fútbol Sub-20 de 2011 titulada Nuestra Fiesta.

## Compromiso social
En 2004 Celedón creó la fundación “Ay Hombre”, mientras que en su ciudad de origen trabajó con la fundación “Saludemos" ayudando a niños de bajos recursos. Además, fue convocado por esta tarea por la cantante colombiana Shakira para formar parte de su fundación “Alas” (América Latina en Acción Solidaria), que tiene como objetivo luchar contra la pobreza, el trabajo infantil y el analfabetismo en América Latina.

## Discografía
Con Alfonso Celedón
- 1984: Sueño de Niñez

### Con Los Nobles
Con Luis "Negro" Villa
- 1992: Bella Ilusión

### Con el grupo Binomio de Oro de América
Sello Codiscos
- 1996: A su gusto
- 1997: La Combinación Vallenata
- 1997: Seguimos por lo alto
- 1998: La Combinación Vallenata Vol. 2
- 1998: 2000
- 1999: La Combinación Vallenata Vol. 3

### Solista
Con Jimmy Zambrano (Sello Sony BMG)
- 2000: Romántico Como Yo
- 2001: Llévame En Tus Sueños
- 2002: Canto Vallenato
- 2004: ¡Juepa Je!
- 2005: Grandes Éxitos En Vivo
- 2006: Son... Para El Mundo
- 2008: De lo Nuevo De Lo Mejor
- 2009: La Invitación
- 2011: Lo que tú necesitas

Con Jimmy Zambrano y Gustavo García (Sello Sony Music)
- 2013: Celedón Sin Fronteras 1
- 2014: Celedón Sin Fronteras 2

Con Gustavo García (Sello Sony Music)
- 2014: Sencillamente

Con Sergio Luis Rodríguez (Sello Mano de Obra)
- 2017: Ni un paso atrás
- 2020: Sigo cantando al amor

Con Victor Nain Jr. (Sello Mano de Obra) 
- 2025: JORGITO

## Colaboraciones
- Como te olvido, dueto con Jean Carlos Centeno
- No te quiero perder, dueto con Jean Carlos Centeno
- Distintos destinos, dueto con Jean Carlos Centeno
- Un osito dormilón, dueto con Jean Carlos Centeno
- Olvídala, dueto con Jean Carlos Centeno
- Todo de mi todo, dueto con Felipe Peláez
- Todo no puede llamarse amor, Víctor Manuelle
- Amores como el tuyo, dueto con Toby Love
- Me vio llorar, dueto con Héctor Acosta
- Compadre querido, dueto con Diomedes Díaz
- Fantasía, dueto con Diomedes Díaz
- Lo que me hiciste, dueto con Víctor Manuelle
- Sin medir distancias, dueto con Diomedes Díaz
- El espejo, dueto con Galy Galiano
- Te odio y te amo, dueto con Felipe Peláez
- Que me quieras, dueto con Kany García
- Amor Traicioner, junto a Guayacán Orquesta
- Y ahora te vas, dueto con Marco Antonio Solís
- Será, dueto con Franco de Vita
- Kilómetros, dueto con Noel Schajris
- La candela viva, dueto con Totó la Momposina
- Si me dejan, dueto con Vicentico
- Me muero, dueto con Natalia Jiménez
- El pa ran pan pan, dueto con Oscar d’León
- Día tras día, dueto con Andrés Cepeda
- La quiero y que, dueto con Reynaldo Armas
- Pégale a la pared, dueto con Reyli Barba
- Quiero ser, dueto con Amaia Montero
- Date un chance, dueto con Luis Enrique
- La quiero y que, dueto con Reynaldo Armas
- Nuestra canción, dueto con Elvis Crespo
- Lloran las rosas, dueto con Cristian Castro
- El sonido de silencio, dueto con Álex Campos
- Para siempre y como a nadie, dueto con Joan Sebastian
- Bajo el palo e’ mango/El amor amor junto a Gilberto Santa Rosa y Víctor Manuelle
- Amo, dueto con Axel
- Lindo cielo, con el grupo ChocQuibTown
- Déjate querer, dueto con Gilberto Santa Rosa
- Nunca, dueto con Juan Fernando Velasco
- Como no voy a decir, dueto con Luis Silva
- La razón de mi vida, dueto con Víctor Manuelle
- No seas cruel, dueto con Alberto Plaza
- Pa’ lante, dueto con Willy Chirino
- Enciende una luz, dueto con Marcos Witt
- Luna Sanjuanera, a dueto con Poncho Zuleta
- Quiero, junto a Omar Acedo y El Potro Alvarez
- Besame lento, duto con Reykon
- Soy tuyo, dueto con Beto Villa
- Tu fiesta, dueto con Jessi Uribe
- Si tu estuvieras, parte del trabajo discográfico "Corazón Vallenato", con varios artistas del género bajo la dirección del Morre Romero
- Vente conmigo, con el grupo Noche de Brujas
- Dharma, junto a Sebastian Yatra y Rosario
- Déjala ir, dueto con Jean Carlos Centeno
- 100 años mas, dueto con El Potro Alvarez
- Me das y me quitas todo, con el grupo Los Gigantes del Vallenato y Daniel Calderón
- Enseñame, junto a Olga Tañón y  Lenier

## Filmografía
Participaciones especiales en producciones de televisión cómo él mismo.
| Año  | Producción                 | Canal              |
| ---- | -------------------------- | ------------------ |
| 2012 | ¿Dónde Carajos está Umaña? | Caracol Televisión |
| 2014 | La playita                 | RCN Televisión     |

## Premios y nominaciones

### Premios Grammy Latinos
| Año  | Trabajo nominado              | Categoría                         | Resultado |
| ---- | ----------------------------- | --------------------------------- | --------- |
| 2006 | Grandes éxitos en vivo        | Mejor Álbum de Cumbia / Vallenato | Nominado  |
| 2007 | Son para el mundo             | Mejor Álbum de Cumbia / Vallenato | Ganador   |
| 2008 | Me vio llorar                 | Mejor Álbum Tropical              | Nominado  |
| 2012 | Lo que tu necesitas           | Mejor Álbum de Cumbia / Vallenato | Nominado  |
| 2014 | Celedón Sin fronteras, Vol. 1 | Mejor Álbum de Cumbia / Vallenato | Ganador   |
| 2015 | Sencillamente                 | Mejor Álbum de Cumbia / Vallenato | Ganador   |
| 2017 | Ni un paso atrás              | Mejor Álbum de Cumbia / Vallenato | Ganador   |
| 2020 | Sigo cantando al amor         | Mejor Álbum de Cumbia / Vallenato | Ganador   |

### Premios Nuestra Tierra
| Año  | Trabajo nominado               | Categoría                 | Resultado |
| ---- | ------------------------------ | ------------------------- | --------- |
| 2020 | Cosas Bonitas (feat. Fanny Lu) | Canción vallenata del Año | Nominado  |
| 2020 | Jorge Celedon                  | Artista vallenato del Año | Nominado  |

### Congos de Oro
Otorgado en el Festival de Orquestas del Carnaval de Barranquilla:
| Año  | Trabajo nominado | Categoría | Resultado |
| ---- | ---------------- | --------- | --------- |
| 1999 | Jorge Celedón    | Vallenato | Ganador   |
| 2009 | Jorge Celedón    | Vallenato | Ganador   |

### Redes sociales
- YouTube
- Instagram
- Twitter
- Facebook

- Datos: Q3109288
- Multimedia: Jorge Celedón / Q3109288